# 呂培倹
呂 培倹（りょ ばいけん、ルー・ペイジエン、Lü Peijian、1928年8月 - ）は、中華人民共和国の政府当局者、元中国人民銀行総裁・中華人民共和国審計署の第2代審計長・第12～14回中共中央委員会委員である。

## 略歴
- 1928年 - 中華民国江蘇省の洪沢県で生まれる
- 1944年 - 中国共産党に入党
- 1978年 - 財政部次官に就任
- 1982年 - 中国人民銀行行長に就任（1985年まで）
- 1985年 - 中華人民共和国審計署の第2代審計長に就任（1994年まで）
- 1994年 - 引退した